# Amt Ludwigslust-Land
Amt Ludwigslust-Land er en sammenslutning af tolv kommuner amt med tolv kommuner. Amtet ligger i Landkreis Ludwigslust-Parchim i Mecklenburg-Vorpommern, Tyskland og grænser i nord til Mecklenburg-Vorpommerns hovedstad Schwerin. Amtssædet Ludwigslust er selv ikke en del af amtet.
Siden den 1. januar 2005 tilhører kommunerne fra det tidligere Amt Rastow tilt Ludwigslust-Land.

## Kommunerne med deres landsbyer
- Alt Krenzlin med Klein Krams, Krenzliner Hütte, Loosen og Neu Krenzlin (ca. 750 indb.) ligger i området Griesen, et skovrigt område mellem floderne Sude, Edle og Elben. I sydøst flyder Ludwigsluster Kanal og floden Rögnitz.
- Bresegard bei Eldena (200 indb.) befinder sig mellem byerne Dömitz og Ludwigslust. Dorfstraße har flere bevaringsværdige huse.
- Göhlen (345 indb.) ligger ca. ni kilometer vest for Ludwigslust. Göhlen blev første gang nævnt på skrift i 1450. Der er i området fundet over 500 jernudvindingsovne fra det 4. og 5. århundrede.
- 'Groß Laasch (955 indb.) ligger i nærheden af Ludwigslust og ca. 35 Kilometer syd for Schwerin.
- Leussow med Kavelmoor (255 indb.) befinder sig mellem Hagenow og Ludwigslust. Blev første gang nævnt 1291 som „Loysowe“, afledt af det gammelslaviske ord "lysŭ".
- Lübesse med med Ortkrug (712 indb.), ca. 13 kilometer syd for Schwerin. I DDR-tiden var der en feriekoloni tilhørende VEB Giesserei- und Maschinenbau Berlin-Lichtenberg.
- Lüblow med Neu Lüblow (577 indb.), 21 kilometer syd for Schwerin. Første gang nævnt i 1246. En gammel gotisk kirke findes ikke mere, samme sted blev der i 1738 bygget et menighedshus, som blev restaureret i 2006 og benyttes nu som kirke. Skolen fra 1832 er nu lokalmuseum.
- Rastow med it Fahrbinde og Kraak
- Sülstorf med Boldela og Sülte
- Uelitz
- Warlow
- Wöbbelin med Dreenkrögen

## Galleri
- Typisk hus i Bresegard
- Kirken i Groß Laasch
- Kirken i Leussow
- Skovhus i Hasenhäge, Lübesse
- Kirken i Lüblow
- Kirken i Kraak

53°20′00″N 11°24′00″Ø / 53.3333°N 11.4°Ø